# Dankov
Dankov (en russe : Данков) est une ville de l'oblast de Lipetsk, en Russie et le centre administratif du raïon de Dankov. Sa population s'élevait à 20 218 habitants en 2013.

## Géographie
Dankov est arrosée par le Don et se trouve à 76 km — 86 km par la route — au nord-ouest de Lipetsk et à 195 km au sud-est de Moscou. 

## Histoire
Le fort de Donkov est fondé par les princes de Riazan à la fin du XIVe siècle, sur la rive gauche du Don, et tire son nom du fleuve. La localité est détruite par les Tatars de Crimée en 1568. Elle est rétablie sur un site mieux fortifié avant d'être à nouveau déplacée en 1618. 
Au XVIIIe siècle, son nom évolue de Donkov en Dankov. En 1765, Catherine II lui accorde le statut de ville, qu'elle perd de 1796 à 1804, puis de nouveau en 1924. Elle accède au statut de commune urbaine en 1941 puis à celui de ville en 1959.

## Population
Recensements (*) ou estimations de la population
| 1856  | 1897* | 1926* | 1959*  | 1970*  | 1979*  |
| ----- | ----- | ----- | ------ | ------ | ------ |
| 3 300 | 9 121 | 9 160 | 12 703 | 20 030 | 23 246 |

| 1989*  | 2002*  | 2006   | 2010*  | 2012   | 2013   |
| ------ | ------ | ------ | ------ | ------ | ------ |
| 24 659 | 23 249 | 22 400 | 21 064 | 20 652 | 20 218 |

## Économie
La principale usine de Dankov est l'usine de produits chimiques, inaugurée en 1940. Il y a par ailleurs de petites usines spécialisées dans la mécanique légère et l'agroalimentaire. Il y a dans les environs des carrières de dolomite en exploitation. Le reste du raïon de Dankov vit surtout de l'agriculture.
La ville possède une ligne de chemin de fer, reliée notamment à la gare de Pavelets à Moscou.

## Curiosités touristiques
La ville possède un musée installé dans une église construite en 1790. Une autre église historique, l’église Saint-Vladimir (1799), se trouve à 10 km dans le village de Balovnevo et à 20 km à l'est de Dankov, se trouve la gare d'Astapovo où est mort en 1910 Léon Tolstoï.

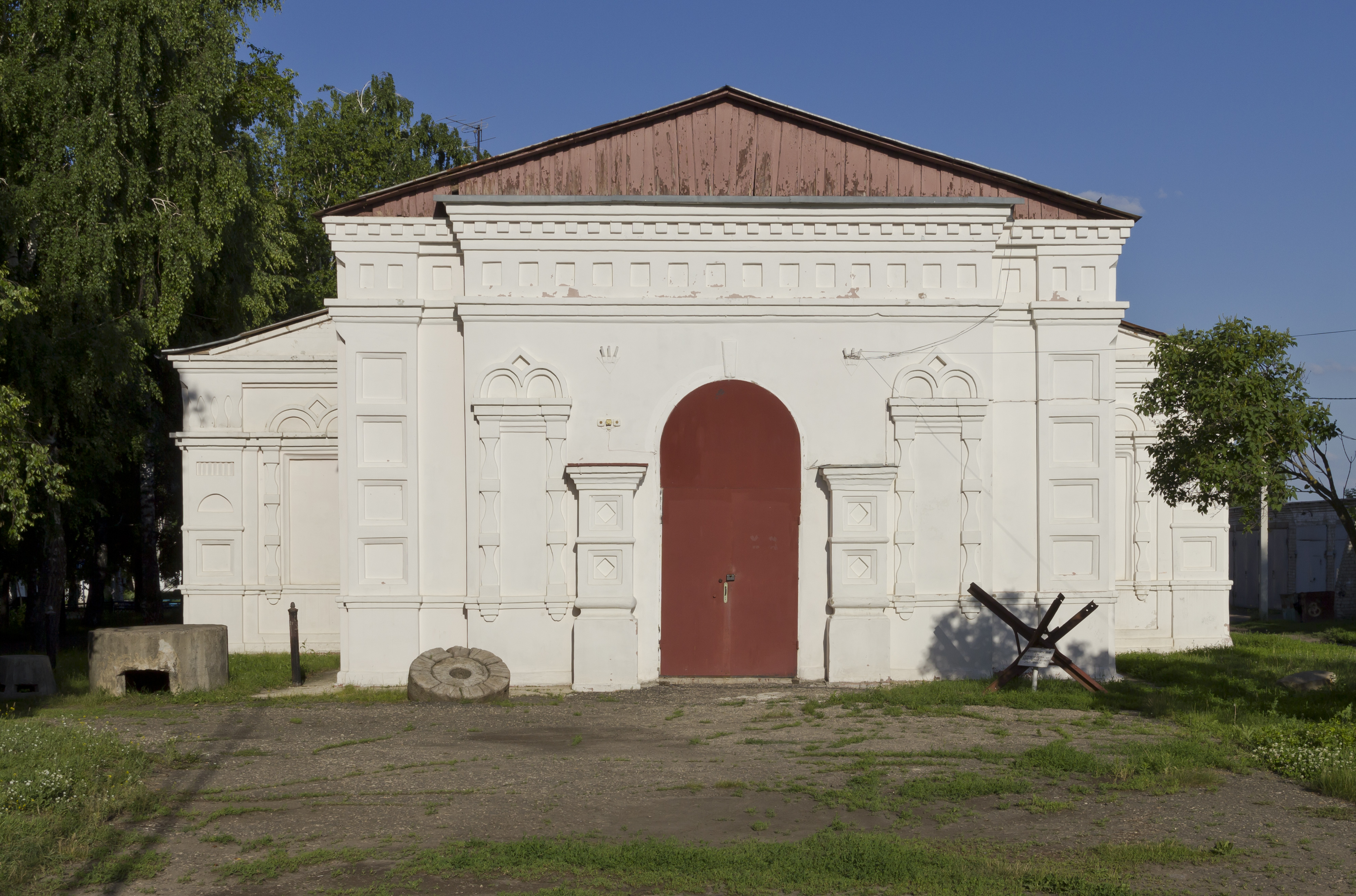
Le musée
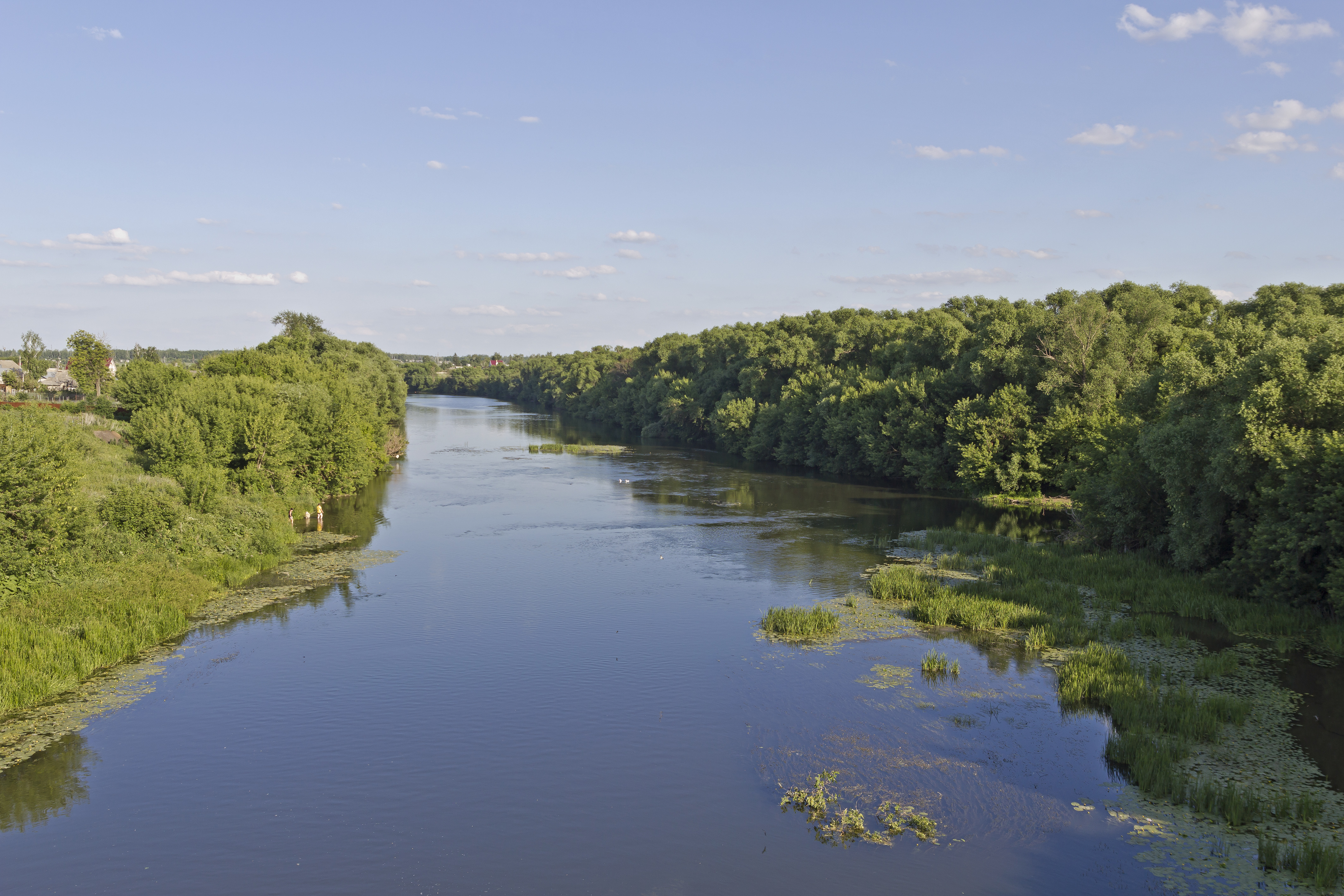
Le Don à Dankov
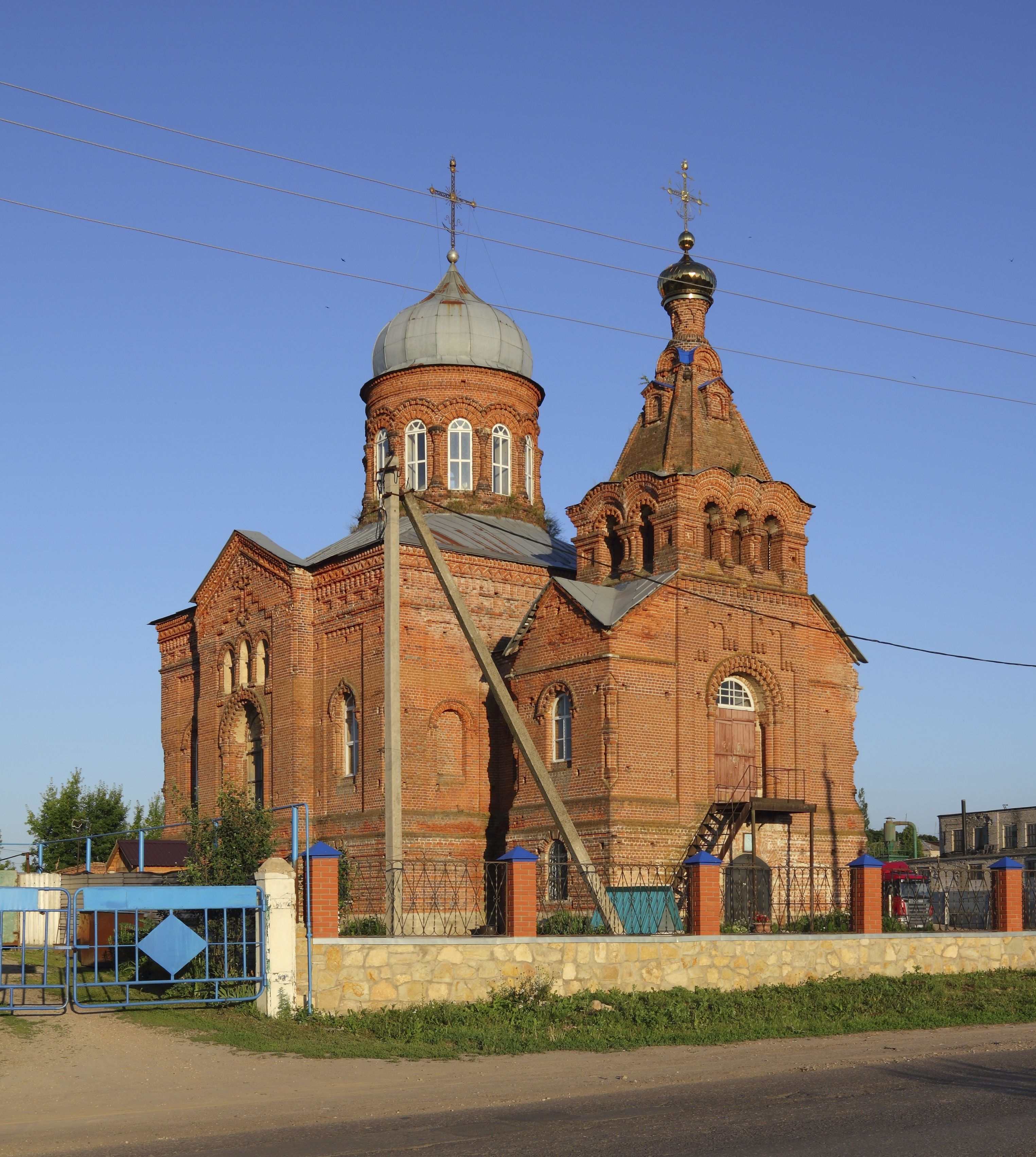
Église de la Nativité du Christ
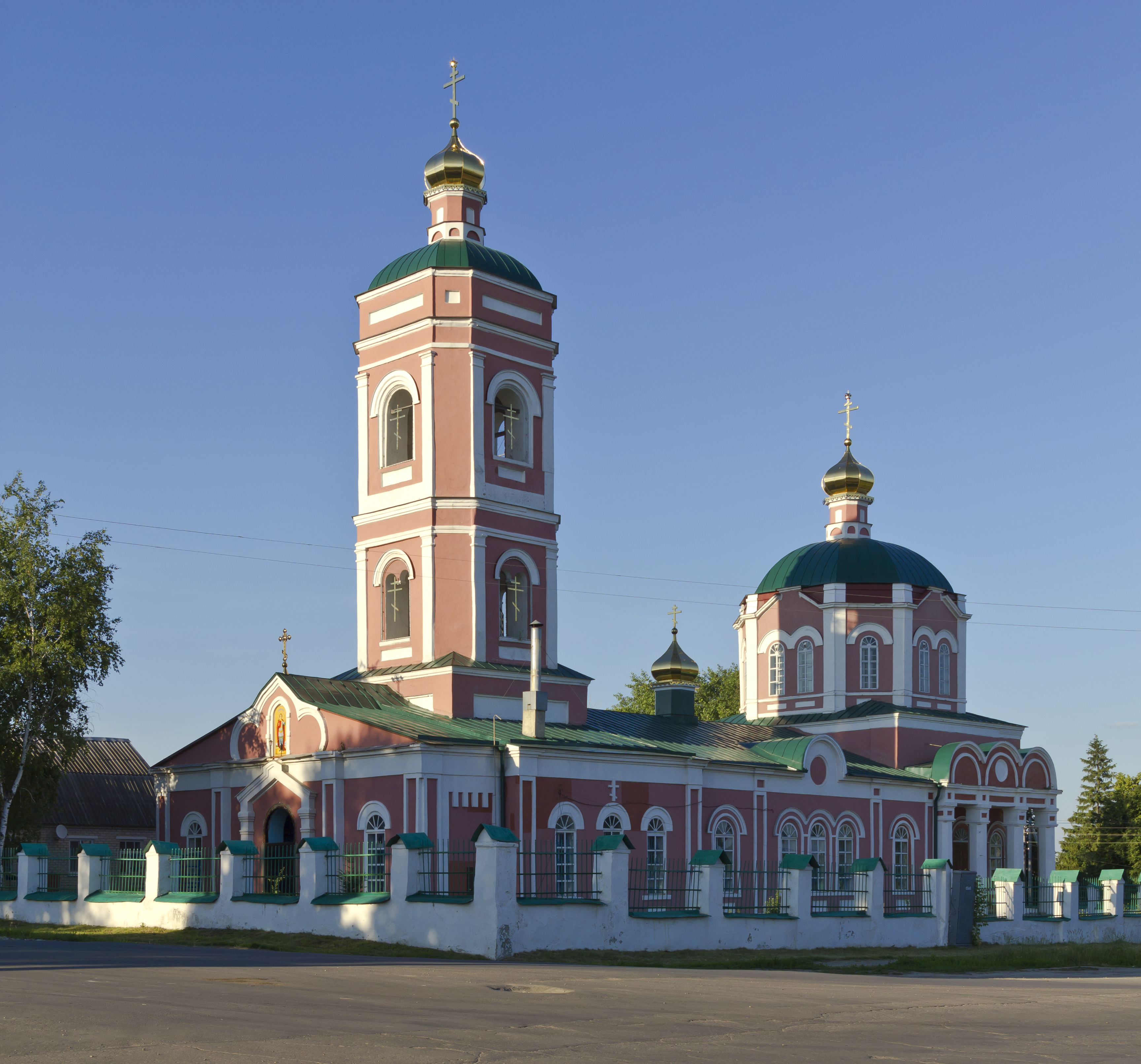
Église Saint-Georges
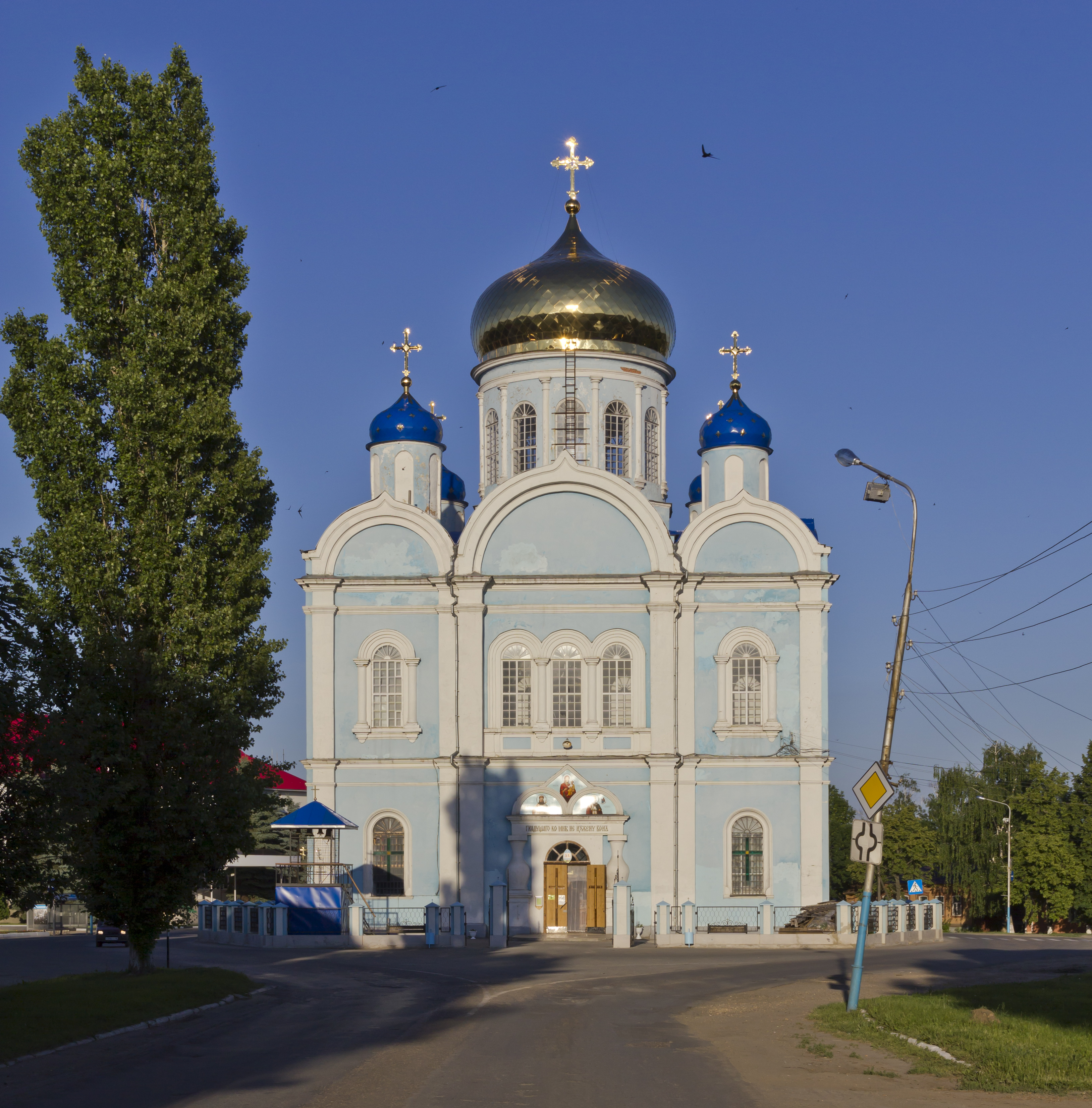
Cathédrale Notre-Dame de Tikhvine

## Personnalités liées à la commune
- Irina Rakobolskaïa (1919-2016), aviatrice et physicienne soviétique